# Kulisy II wojny światowej
Kulisy II wojny światowej lub II wojna światowa za zamkniętymi drzwiami (ang. WWII Behind Closed Doors: Stalin, the Nazis and the West) – brytyjski dokumentalny serial wojenny, wyprodukowany w 2008 przez brytyjską stację telewizyjną BBC. W Polsce serial emitowany był w TVP1 oraz BBC Knowledge i został wydany na płytach DVD i Video CD.
Akcja tego serialu rozgrywa się w czasie II wojny światowej – jednym z tematów jest zbrodnia katyńska.

## Obsada
- Aleksiej Pietrienko jako Józef Stalin
- Paul Humpoletz jako Winston Churchill
- Bob Gunton jako Franklin Delano Roosevelt
- Krzysztof Dracz jako Ławrientij Beria
- Jarosław Boberek jako oficer radziecki

i inni.